# 侍者 (キリスト教)

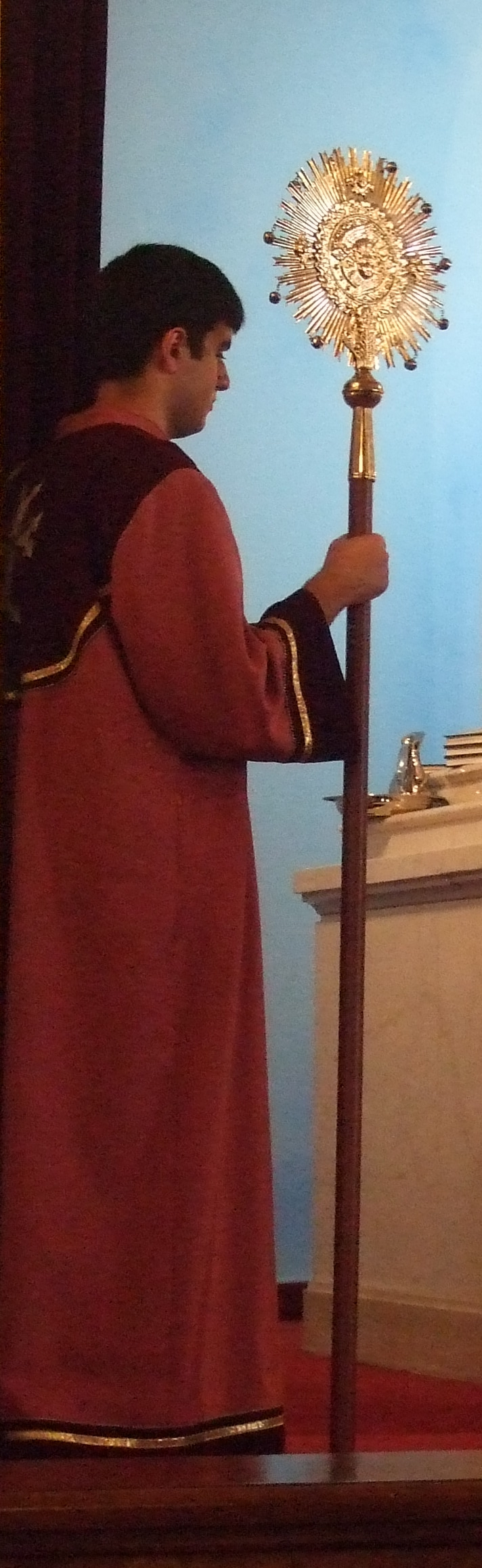
リピタを持つアメリカのアコライト

侍者（じしゃ）は、特にカトリック教会と聖公会でミサの時、司祭に付き添う奉仕者のこと。正教会の堂役、聖公会のサーバーに相当する。
アコライト (acolyte)、侍祭（じさい）ともいう。英語の「アコライト」はギリシャ語で従者を意味するアコルトス (ἀκόλουθος) に由来する。
かつては下級聖職の1つであったが、現在は一般信徒に解放されている。
具体的な役割としては、サーバー、クロスベアラー（十字架を持つ）、トーチベアラー（トーチを持つ）、サリファー（香炉を持つ、振る）などがある。
その他にも、各教会ごとに独自に儀式の進行を補助する様々な役目を与えられている場合がある。
第2バチカン公会議以前、女の侍者は好ましくないとされていたが、現在は女性も認める傾向にある。
聖公会の系列校である立教学院のアコライト・ギルドのように、ミッションスクールではクラブ活動の一環として活動している場合もある。